# (2064) Thomsen
(2064) Thomsen (1942 RQ) – planetoida z grupy przecinających orbitę Marsa okrążająca Słońce w ciągu 3,22 lat w średniej odległości 2,18 au. Odkryta 8 września 1942 roku.